# Liste der Biografien/Friz
Liste der Biografien |
Portal Biografien |
Personensuche
# |
A |
B |
C |
D |
E |
F |
G |
H |
I |
J |
K |
L |
M |
N |
O |
P |
Q |
R |
S |
T |
U |
V |
W |
X |
Y |
Z |
?
 
Fa |
Fe |
Ff |
Fh |
Fi |
Fj |
Fk |
Fl |
Fm |
Fn |
Fo |
Fr |
Ft |
Fu |
Fy
 
Fra |
Frc |
Fre |
Frg |
Fri |
Frk |
Frl |
Fro |
Frr |
Fru |
Fry
 
Fria |
Frib |
Fric |
Frid |
Frie |
Frig |
Frih |
Frii |
Frij |
Frik |
Fril |
Frim |
Frin |
Frio |
Frip |
Frir |
Fris |
Frit |
Friv |
Friz
Die Liste der Biografien führt alle Personen auf, die in der deutschsprachigen Wikipedia einen Artikel haben. Dieses ist eine Teilliste mit 27 Einträgen von Personen, deren Namen mit den Buchstaben „Friz“ beginnt.

## Friz
- Friz, Diana Maria (* 1944), deutsche Schriftstellerin und Biografin
- Friz, Holger (* 1965), deutscher Fußballspieler
- Friz, Johannes von (1801–1864), württembergischer Oberamtmann und Staatsrat
- Friz, Max (1883–1966), deutscher Maschinenbau-Ingenieur und Motorenkonstrukteur
- Friz, Thomas (1950–2023), deutscher MusikerThomas Friz (1950–2023)

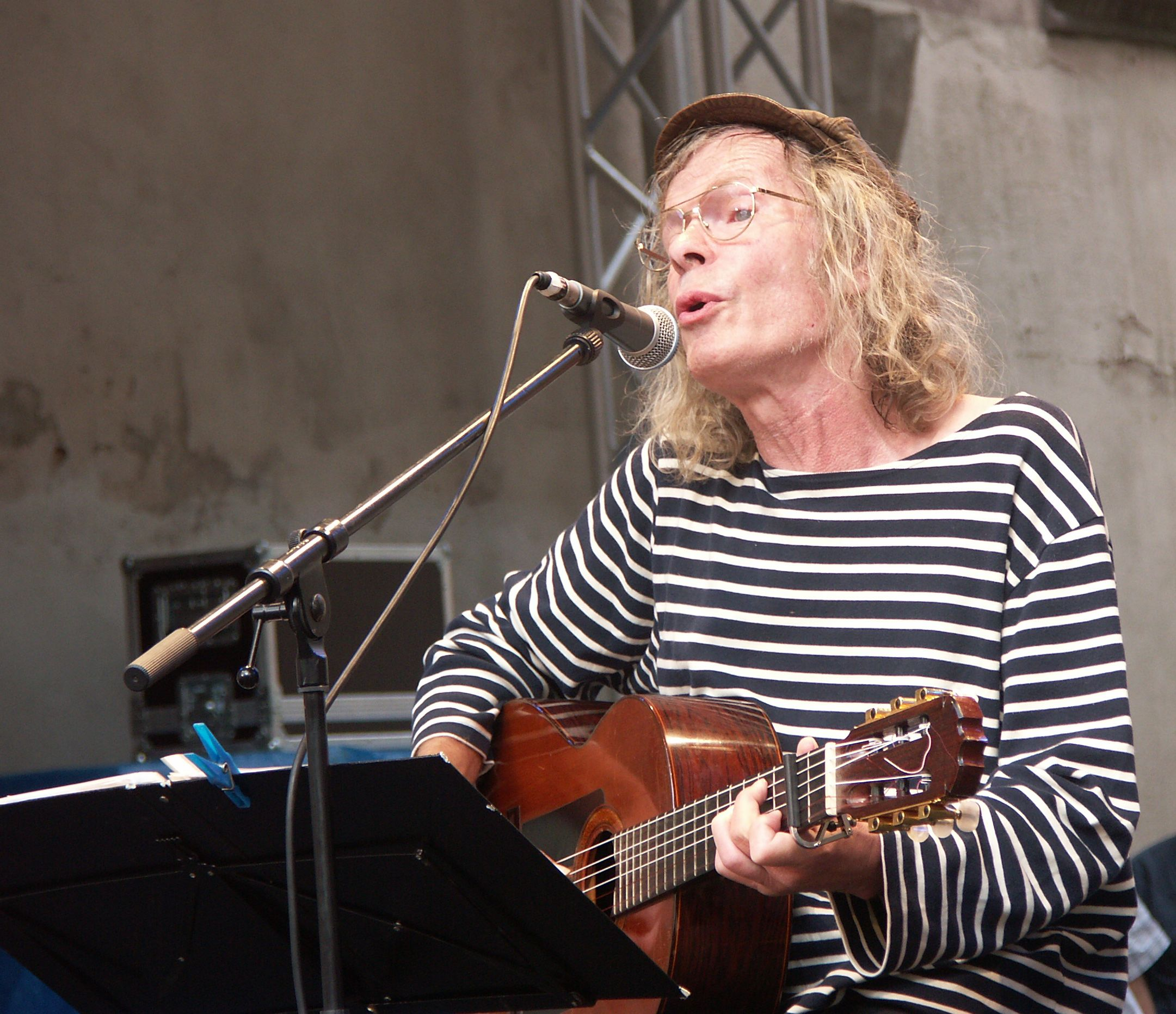
Thomas Friz (1950–2023)

### Frizb
- Frizberg, Gilbert (* 1956), österreichischer Geschäftsführer und Politiker (ÖVP), Landtagsabgeordneter, Abgeordneter zum Nationalrat

### Frize
- Frize, Monique (* 1942), kanadische Ingenieurin für Biomedizintechnik und Professorin
- Frizell, Sultana (* 1984), kanadische Hammerwerferin
- Frizen, Johann (1881–1947), deutscher Politiker der CDU
- Frizen, Johannes (* 1949), deutscher Landwirt und Verbandsfunktionär
- Frizer, Ingram († 1627), britischer Mann, Mörder des Dramatikers Christopher Marlowe

### Frizi
- Frizis, Mardocheos (1893–1940), griechischer Militär

### Frizz
- Frizza, Riccardo (* 1971), italienischer Dirigent
- Frizzel, John (* 1966), US-amerikanischer Filmkomponist
- Frizzell, Adam (* 1998), schottischer Fußballspieler
- Frizzell, David (* 1941), US-amerikanischer Country-Sänger
- Frizzell, Jimmy (1937–2016), schottischer Fußballspieler und -trainer
- Frizzell, Lefty (1928–1975), US-amerikanischer Country-Sänger
- Frizzell, Mary (1913–1972), kanadische Leichtathletin
- Frizzera, Lorenzo (* 1972), italienischer Gitarrist
- Frizzi, Attilio (* 1925), italienischer Fußballspieler
- Frizzi, Fabio (* 1951), italienischer Komponist von Filmmusik
- Frizzi, Fabrizio (1958–2018), italienischer Fernsehmoderator und Synchronsprecher
- Frizzo (* 1985), deutscher DJ, Produzent und Labelbesitzer
- Frizzoni, Gian Battista (1727–1800), Schweizer reformierter Pfarrer und Kirchenlieddichter
- Frizzoni, Gustavo (1840–1919), italienischer Kunsthistoriker und Schriftsteller
- Frizzoni, Kaspar († 1707), Schweizer reformierter Pfarrer